# Ezri Konsa
Ezri Ngoyo Konsa (sinh ngày 23 tháng 10 năm 1997) là một cầu thủ bóng đá chuyên nghiệp người Anh hiện đang thi đấu ở vị trí trung vệ hoặc hậu vệ cánh phải cho câu lạc bộ Aston Villa tại Premier League và Đội tuyển bóng đá quốc gia Anh.

## Thiếu thời
Ezri Ngoyo Konsa sinh ngày 23 tháng 10 năm 1997 tại Newham, Đại Luân Đôn, có cha là người Cộng hòa Dân chủ Congo và mẹ là người Angola. Anh từng theo học trường Cao đẳng Thể thao Cumberland và là một cổ động viên thời thơ ấu của Tottenham Hotspur F.C.

## Sự nghiệp câu lạc bộ

### Brentford
Vào ngày 12 tháng 6 năm 2018, Konsa ký hợp đồng với câu lạc bộ Brentford tại Championship theo hợp đồng ba năm với tùy chọn gia hạn thêm một năm và trị giá được cho là 2,5 triệu bảng. Anh là sự lựa chọn hàng đầu ở vị trí trung vệ trong suốt mùa giải 2018–19 và ghi bàn thắng đầu tiên trong sự nghiệp trong chiến thắng 3–0 trước Preston North End vào ngày thi đấu cuối cùng.

## Sự nghiệp quốc tế

### Cấp độ trẻ
Konsa từng là thành viên của đội tuyển Anh đã vô địch FIFA U-20 World Cup 2017. Anh xuất hiện lần duy nhất trong giải đấu này khi vào sân thay người ở phút thứ 93 trong chiến thắng 3–1 ở trận bán kết trước Ý.
Konsa có tên trong đội hình U-21 tham dự Giải đấu Toulon 2018 và ra sân hai lần. Anh là cầu thủ dự bị không được sử dụng trong trận chiến thắng 2–1 trước U-20 México ở trận chung kết. Konsa ghi bàn thắng quốc tế đầu tiên trong chiến thắng 7–0 tại vòng loại Giải vô địch U-21 châu Âu 2019 trước Andorra vào ngày 11 tháng 10 năm 2018. Anh có tên trong danh sách tham dự vòng chung kết giải đấu nhưng chỉ xuất hiện một lần với tư cách là cầu thủ dự bị trong trận đấu cuối cùng vòng bảng của Những chú sư tử trẻ (Young Lions).

### Đội tuyển quốc gia
Konsa lần đầu tiên được gọi vào đội tuyển quốc gia Anh vào tháng 11 năm 2023 cho các trận đấu vòng loại UEFA Euro 2024 gặp Malta và Bắc Macedonia nhưng không thi đấu trong cả hai trận đấu đó. Anh ra mắt lần đầu tiên vào ngày 23 tháng 3 năm 2024 khi vào sân thay người ở phút thứ 20 trong trận thua 0–1 trước Brasil trong một trận giao hữu ở Sân vận động Wembley. Anh có tên trong đội hình 26 người của Anh tham dự UEFA Euro 2024.

## Thống kê sự nghiệp

### Câu lạc bộ
Tính đến 19 tháng 5 năm 2024
| Câu lạc bộ          | Mùa giải            | Giải vô địch        | Giải vô địch | Giải vô địch | Cúp quốc gia | Cúp quốc gia | Cúp Liên đoàn | Cúp Liên đoàn | Châu lục | Châu lục | Khác | Khác | Tổng cộng | Tổng cộng |
| Câu lạc bộ          | Mùa giải            | Hạng đấu            | Trận         | Bàn          | Trận         | Bàn          | Trận          | Bàn           | Trận     | Bàn      | Trận | Bàn  | Trận      | Bàn       |
| ------------------- | ------------------- | ------------------- | ------------ | ------------ | ------------ | ------------ | ------------- | ------------- | -------- | -------- | ---- | ---- | --------- | --------- |
| Charlton Athletic   | 2015–16             | Championship        | 0            | 0            | 0            | 0            | 0             | 0             | —        | —        | —    | —    | 0         | 0         |
| Charlton Athletic   | 2016–17             | League One          | 32           | 0            | 3            | 0            | 1             | 0             | —        | —        | 3    | 0    | 39        | 0         |
| Charlton Athletic   | 2017–18             | League One          | 39           | 0            | 2            | 0            | 2             | 0             | —        | —        | 4    | 0    | 47        | 0         |
| Charlton Athletic   | Tổng cộng           | Tổng cộng           | 71           | 0            | 5            | 0            | 3             | 0             | —        | —        | 7    | 0    | 86        | 0         |
| Brentford           | 2018–19             | Championship        | 42           | 1            | 4            | 0            | 1             | 0             | —        | —        | —    | —    | 47        | 1         |
| Aston Villa         | 2019–20             | Premier League      | 25           | 1            | 0            | 0            | 6             | 1             | —        | —        | —    | —    | 31        | 2         |
| Aston Villa         | 2020–21             | Premier League      | 36           | 2            | 0            | 0            | 1             | 0             | —        | —        | —    | —    | 37        | 2         |
| Aston Villa         | 2021–22             | Premier League      | 29           | 2            | 1            | 0            | 1             | 0             | —        | —        | —    | —    | 31        | 2         |
| Aston Villa         | 2022–23             | Premier League      | 38           | 0            | 0            | 0            | 1             | 0             | —        | —        | —    | —    | 39        | 0         |
| Aston Villa         | 2023–24             | Premier League      | 35           | 1            | 2            | 0            | 1             | 0             | 12       | 0        | —    | —    | 50        | 1         |
| Aston Villa         | Tổng cộng           | Tổng cộng           | 163          | 6            | 3            | 0            | 10            | 1             | 12       | 0        | 7    | 0    | 188       | 7         |
| Tổng cộng sự nghiệp | Tổng cộng sự nghiệp | Tổng cộng sự nghiệp | 276          | 7            | 12           | 0            | 14            | 1             | 12       | 0        | 7    | 0    | 321       | 8         |

1. ↑  Bao gồm FA Cup
2. ↑  Bao gồm EFL Cup
3. ↑  Ra sân tại EFL Trophy
4. ↑  Ra sân hai lần tại EFL Trophy, ra sân tại play-off EFL League One
5. ↑  Ra sân tại UEFA Europa Conference League

### Quốc tế
Tính đến 14 tháng 7 năm 2024
| Đội tuyển quốc gia | Năm       | Trận | Bàn |
| ------------------ | --------- | ---- | --- |
| Anh                | 2024      | 7    | 0   |
| Tổng cộng          | Tổng cộng | 7    | 0   |

## Danh hiệu

### Câu lạc bộ
Aston Villa
- Á quân EFL Cup: 2019–20[10]

### Đội tuyển quốc gia
U-20 Anh
- FIFA U-20 World Cup: 2017[11]

U-21 Anh
- Giải đấu Maurice Revello: 2018[12]

Đội tuyển quốc gia Anh
- Giải vô địch bóng đá châu Âu: Á quân 2024

### Cá nhân
- Cầu thủ trẻ xuất sắc nhất năm của Charlton Athletic: 2016–17[13]